# Goz Beïda Nationalpark
Goz Beïda Nationalpark er en nationalpark i Tchad og dækker et område på 3000 km2
Den ligger i nærheden af  byen Goz Beida i regionen Sila. Området har været ramt af interne konflikter i landet, men det er også forblevet et fristed for mange truede plante- og dyrearter bl.a. zebraer, løver, leoparder, elefanter, vildsvin, næsehorn og en bred vifte af fugle og andre dyr.